# 靄華押業信貸

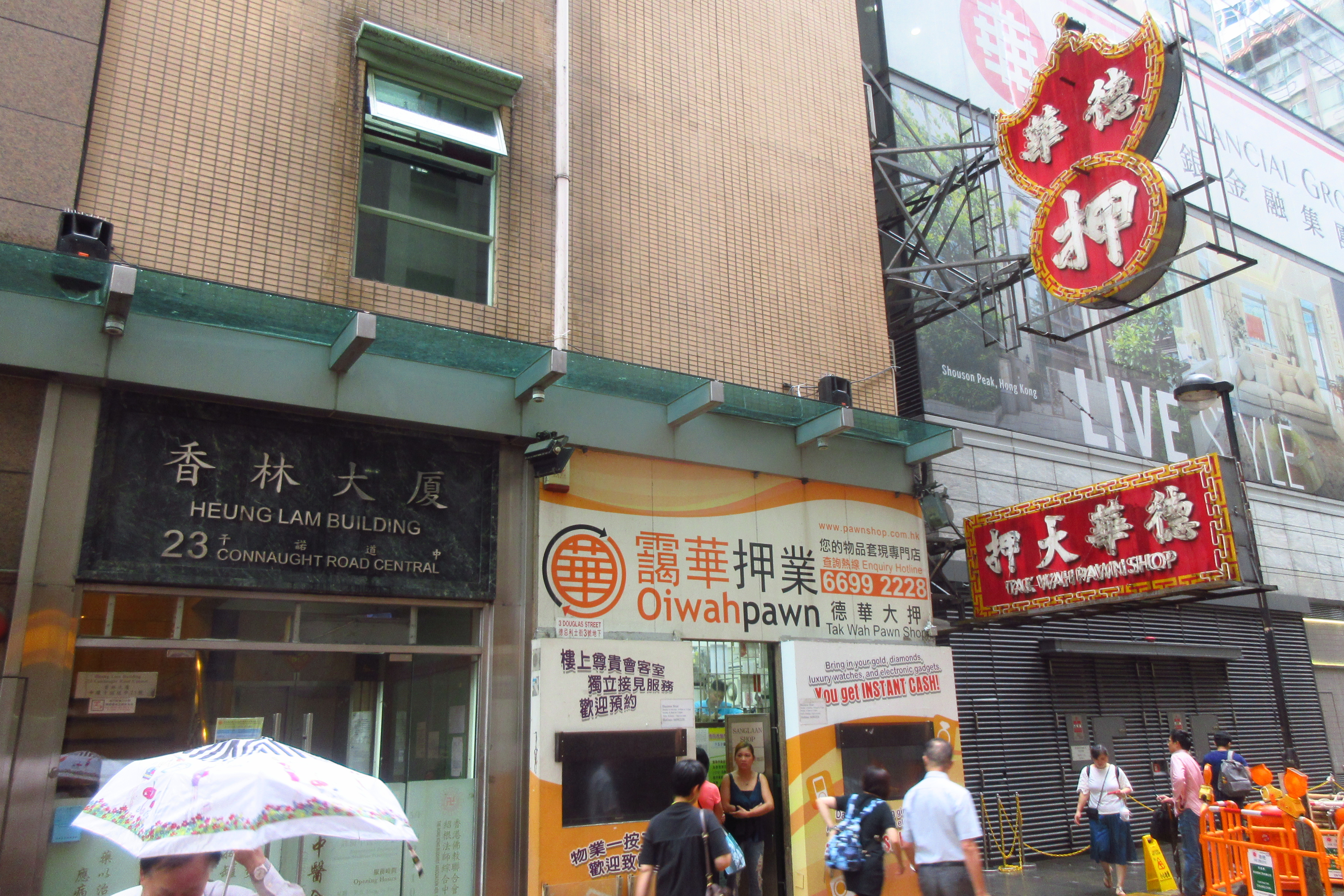

靄華押業信貸控股有限公司，簡稱靄華押業信貸控股，以及靄華押業信貸（英語：Oi Wah Pawnshop Credit Holdings Limited，港交所：1319），於1975年由陳策文和梅杏仙創立名為「偉華押」。是一間在開曼群島註冊的控股公司。
而主席和總裁為陳啟豪。而總部位於香港灣仔杜老誌道6號羣策大廈2302–2303室。而業務在本港經營當押業及財務信貸。
招股價為0.98港元，發行新股為1億股，集資額為0.98億港元，信達國際為保薦人，股份則在2013年3月12日於港交所主板上市，也是首家古老押業上市企業。

## 管理層
董事局由以下成員組成：
執行董事
- 陳策文先生
- 陳啟豪先生 （主席兼行政總裁）
- 陳美芳女士
- 陳英瑜女士

非執行董事
- 陳啟球先生

獨立非執行董事
- 梁兆棋博士
- 葉毅博士
- 林安泰先生

## 連結
- PawnShop.com.hk 官網 （页面存档备份，存于）